# Запаси корисних копалин
Запа́си ко́рисних копа́лин — кількість корисних копалин, виявлена та підрахована на місці залягання за даними геологічного вивчення відкритих родовищ (покладів).

## Класифікація в Україні

### За промисловим значенням
За промисловим значенням запаси корисних копалин поділяють на балансові, умовно балансові і позабалансові запаси родовища.
За господарським значенням запаси поділяють на:
- балансові — запаси, видобування і використання яких економічно доцільне і які мають задовольняти кондиціям, встановленим для підрахунку запасів у надрах;
- забалансові — запаси, добування яких при досягнутому технічному рівні економічно недоцільне (внаслідок малої кількості, малої потужності покладу, низького вмісту корисних компонентів, особливої складності експлуатації або необхідності застосування дуже складних процесів переробки), але які надалі можуть бути об'єктом промислового освоєння;
- промислові — частина балансових запасів, що повинна бути вийнята з надр згідно з проєктом або планом розвитку гірничих робіт; визначаються виключенням з балансових запасів проєктних втрат і запасів, недоцільних до відробки.

До балансових запасів родовища належать запаси, які на момент оцінки згідно з техніко-економічними розрахунками можна економічно ефективно видобути і використати при сучасній техніці і технології видобутку та переробки мінеральної сировини, що забезпечують дотримання вимог раціонального, комплексного використання корисних копалин і охорони природи.
До умовно балансових запасів належать запаси, ефективність видобування і використання яких на момент оцінки не може бути однозначно визначена, а також запаси, що відповідають вимогам до балансових запасів, але з різних причин не можуть бути використані на момент оцінки.
До позабалансових запасів родовища належать запаси, видобування й використання яких на момент оцінки є економічно недоцільним, але в майбутньому вони можуть стати об'єктом промислового значення. Якщо проєктом доведена економічна доцільність відробки позабалансових запасів (або їхньої частини), то ці запаси повинні бути в установленому порядку переведені в балансові запаси.

#### Балансові запаси
З числа балансових у процесі розробки родовища виділяються промислові та експлуатаційні запаси
.
Промисловими запасами вважаються запаси в межах проєктних контурів кар'єрного (шахтного) поля, що підлягають видобуванню з надр відповідно до проєкту розробки родовища.
Промислові запаси визначаються шляхом вилучення з балансових запасів втрат, передбачених проєктом.
Експлуатаційними запасами вважаються обґрунтовані проєктом промислові запаси за винятком утрат та з урахуванням збіднення їх при видобуванні.

### За ступенем розвіданості
За ступенем розвіданості, вивченості якості корисної копалини і гірничо-геологічних умов розробки запаси поділяють на чотири категорії — А, В, C1 і С2. Достовірність визначення знижується послідовно від категорії А до С2.
- Категорія А — запаси, які розвідано детально, що забезпечує повне виявлення умов залягання, форми і будови тіл корисної копалини, а також її якості і технологічних властивостей.
- Категорія В — запаси, розвідані і вивчені детально, що забезпечує з'ясування основних особливостей умов залягання, форми і характеру будови тіл корисної копалини, а також її якості й основних технологічних властивостей.
- Категорія C1 — запаси, розвідані і вивчені детально, що забезпечує з'ясування загальних умов залягання, форми і будови тіл корисної копалини, а також її якості і технологічних властивостей.
- Категорія С2 — запаси, попередньо оцінені; кількість корисної копалини визначено за одиничними пробами і зразками.

Крім запасів категорій А, В, C1 і С2 для оцінки потенційних можливостей рудних зон, полів, басейнів і районів на основі загальних геологічних уявлень визначають прогнозні ресурси корисних копалин.

#### Розвідані запаси
Розвіданими вважають балансові та забалансові запаси категорій А, В та С1, які виявлені в результаті проведених досліджень і геологорозвідувальних робіт, в основному підготовлені для наступної їх розробки та дорозвідки й затверджені Державною комісією з запасів по покладах для промислового освоєння.

### За ступенем підготовленості до видобування
За ступенем підготовленості до видобування запаси корисних копалин поділяються на розкриті, підготовлені та готові до виймання. В основу класифікації запасів корисних копалин за ступенем підготовленості до видобування покладено виконання певних видів гірничих робіт і проведення необхідних гірничих виробок.
- Розкриті:
  - При розробці родовищ підземним способом — це частина промислових запасів, для розробки яких не потрібні додаткові проведення капітальних гірничих розкривних виробок (шахтних стволів, штолень, капітальних квершлаґів, капітальних похилів і т.ін.).
  - При розробці родовищ відкритим способом — частина промислових запасів, для розробки яких виконано всі необхідні роботи з розкриття родовища або його ділянки, проведено дренажні виробки, нарізано уступи для укладання транспортних шляхів, пройдено траншеї і з'їзди і т.ін.

Із загальної кількості розкритих запасів за ступенем їх підготовленості до видобутку виділяють запаси підготовлені і готові до виїмки:
  - Підготовлені:
    - При розробці родовищ підземним способом — частина розкритих запасів, яку підсічено основними підготовчими виробками (штреками, або підняттєвими) і які не вимагають для подальшої підготовки до очисної виїмки проведення додаткових підготовчих виробок.
    - При розробці родовищ відкритим способом — частина розкритих запасів, не зачищених від породи, що залишилася після екскавації при розкривних роботах.

  - Готові до виїмки:
    - При розробці родовищ підземним способом — частина підготовлених запасів, для виїмки яких проведені всі підготовчі і нарізні виробки і закінчені роботи по підготовці очисних вибоїв.
    - При розробці родовищ відкритим способом — запаси, цілком зачищені, виїмка яких можлива без порушення правил технічній експлуатації і безпеки (збереження встановлених проєктом ширини берм, повноти виїмки і та ін.).

#### Альтернативне визначення запасів корисних копалин за ступенем підготовленості до видобування
Розкритими вважаються балансові запаси корисних копалин родовища або його частини:
- при відкритому способі розробки звільнені від пустих порід, або оголені внаслідок природних умов залягання, і для розробки яких пройдена в'їзна траншея і виконані гірничо-капітальні роботи, передбачені проєктом.
- при підземному способі — якщо проведені основні розкривні виробки, які забезпечують доступ з поверхні до рудного тіла (пласта) і створені умови для виконання підготовки родовища.

Розкриті запаси визначаються в межах шахтного поля.

## Іноземні та міжнародні класифікації
У основу закордонних класифікацій запасів корисних копалин покладено два основні принципи[джерело?]: а) імовірність їх існування й ступінь вивченості; б) економічна доцільність (рентабельність) розробки покладу та використання корисних копалин в природному стані для наступного вилучення цінних компонентів.
У світі широко застосовують такі класифікації:
- Рамкова класифікація запасів і ресурсів викопних енергетичних та мінеральних корисних копалин Організації Об'єднаних Націй (РКООН)
- CRIRSCO — розроблена Комітетом з міжнародних стандартів звітності про запаси твердих корисних (англ. Committee for Mineral Reserves International Reporting Standards)
- PRMS — система управління вуглеводневими ресурсами (англ. Petroleum Resources Manegement System), розроблена Товариством інженерів‑нафтовиків (SPE) для нафтогазових корисних копалин.

## Пов'язана термінологія

### Видобувні запаси
Видобувні запаси (рос. извлекаемые запасы; англ. recoverable reserves; нім. entnehmende Bestande m pl, ausbringende Reserven f pl) — запаси, які можна вилучити із покладу при найповнішому і раціональному використанні сучасної техніки і технології.

### Зимові запаси корисної копалини
Запаси корисної копалини зимові (при відкритому способі розробки) — розкриті запаси, створювані при сезонному веденні розкривних робіт. Створюються за рахунок випередження добувних робіт розкривними за період ведення останніх. 3.з.к.к., як правило, мають місце при використанні обладнання безперервної дії в районах, де неможлива його робота по замерзлих розкривних породах.

### Питомі запаси
Питомі запаси [нафти, газу, газоконденсату] (рос. удельные запасы [нефти, газа, газокон-денсата]; англ. specific reserves [of oil, gas,condensate], нім. spezifische Vorräte m pl [von Erdöl, Erdgas, Gaskondensat]) — запаси нафти, газу, конденсату, умовного палива, які припадають на 1 км² площі покладу, структури, розвіданої ділянки або на 1 км³ об'єму колекторів, а також запаси, які припадають на одну видобувну свердловину, і т. ін.

### Запаси законсервовані
Законсервовані запаси корисної копалини (рос. законсервированные запасы полезного ископаемого, англ. unused reserves, нім. konserviere Reserven f pl) — запаси корисної копалини, відпрацювання яких не виконується або неможливе, й потребує витрат, не передбачених проєктом.

### Підрахунок запасів
Підрахунок запасів корисних копалин — визначення кількості і якості корисних копалин у надрах.
Складається з таких головних операцій:
- — оконтурювання родовища;
- — розподілу запасів за їх господарським значенням, ступенем розвіданості, категоріями залягання, умовами видобутку;
- — визначення параметрів підрахунку;
- — кількісного підрахунку;
- — оцінки точності результатів підрахунку.

### Зауваги
Запаси окремих видів корисних копалин мають свою специфіку. Див., наприклад, запаси нафти, газу та конденсату.